# St. Sixti (Merseburg)

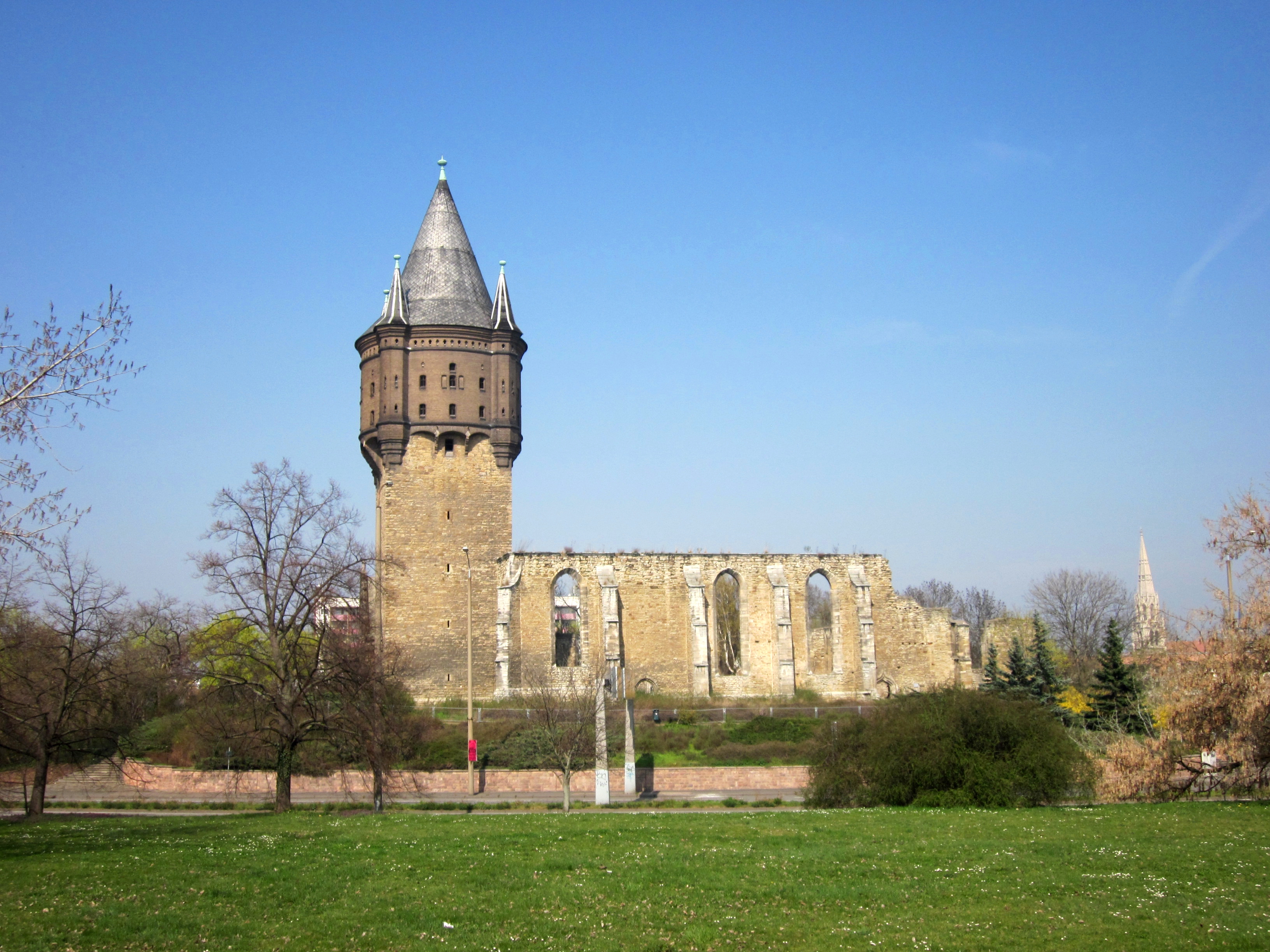
St. Sixti, Ansicht von Süden

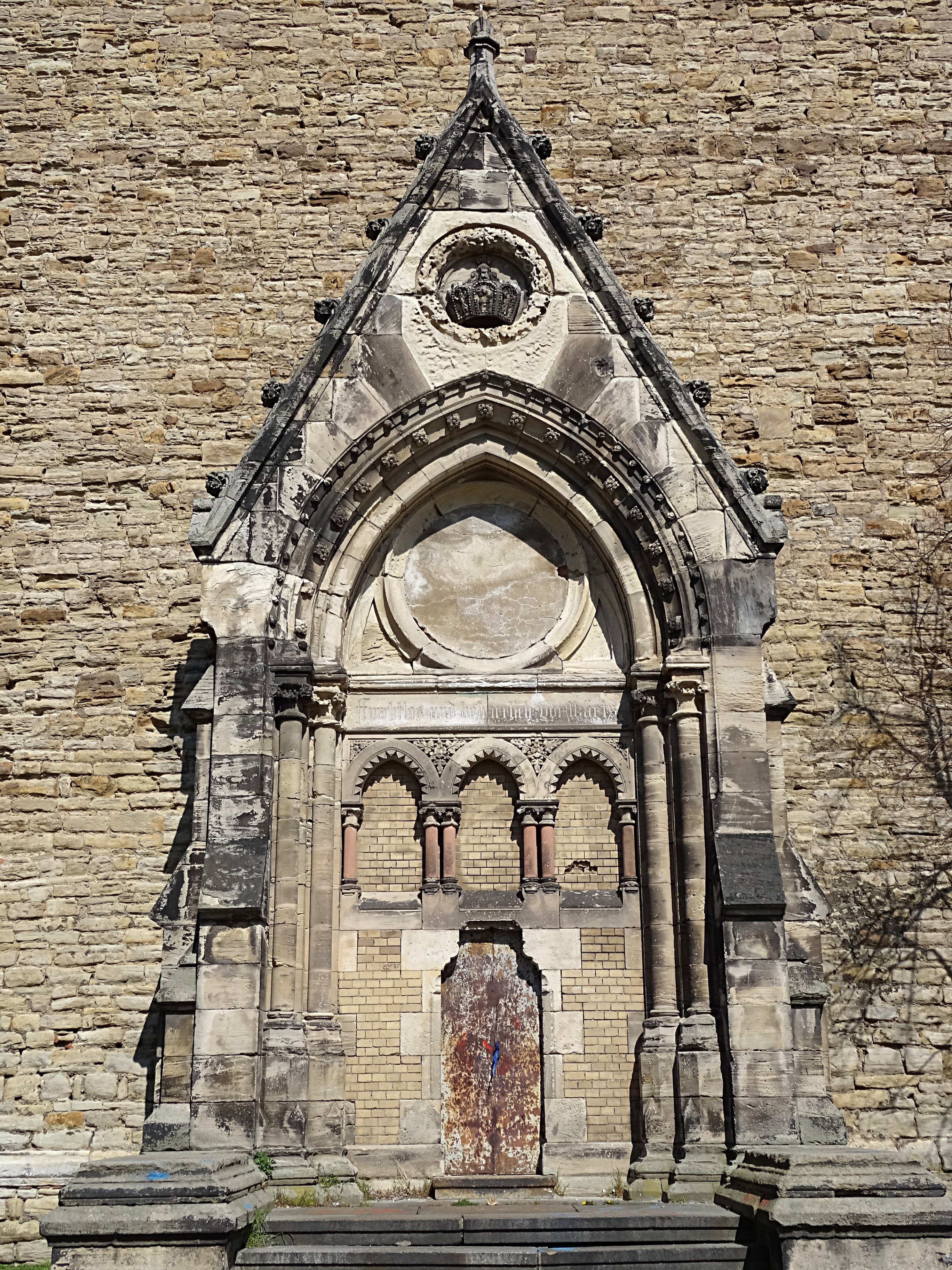
Früheres Portal

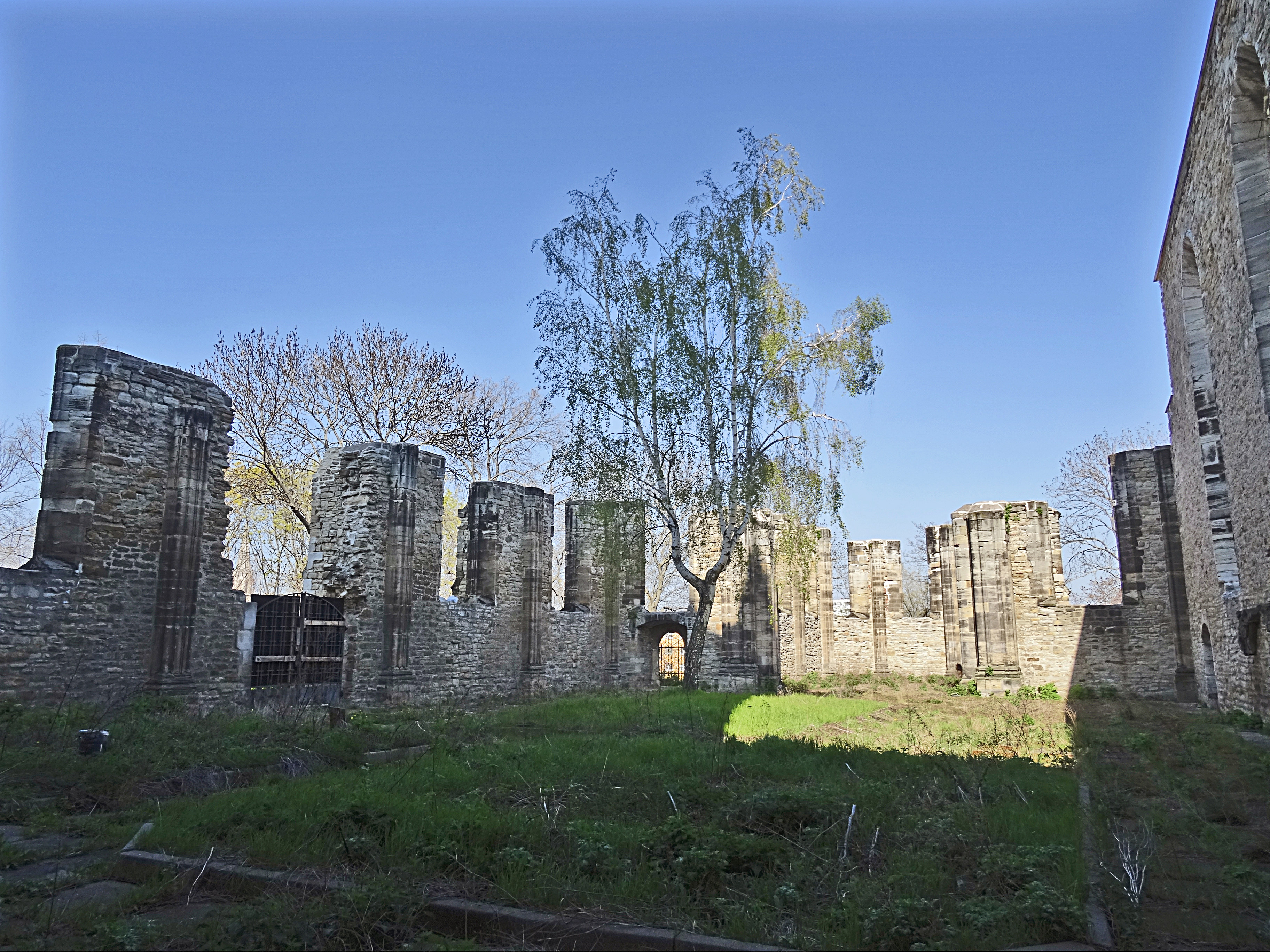
Innenansicht

St. Sixti ist eine ehemalige Kirche in Merseburg. Die Kirchenruine steht als Baudenkmal unter Denkmalschutz und ist im Denkmalverzeichnis des Landes Sachsen-Anhalt mit der Nummer 094 20287 erfasst.

## Lage und Geschichte
Die Kirche wurde im Jahr 1045 durch den Merseburger Bischof Hunold gegründet. In der Mitte des 13. Jahrhunderts erfolgte ein Neubau unter Bischof Heinrich von Wahren und im Jahr 1327 wurde sie zur Stiftskirche erhoben. Sie wurde zur eindrucksvollen Kirche eines eigenen Viertels (Sixti-Viertel), gab Straßen (Sixtistraße), Plätzen (Sixtihügel) und dem nahen Stadttor (Sixtitor) den Namen und erhielt im Jahr 1454 eine gewaltige Turmhaube, die höher war als der Steinbau des Turmes selbst. Sie galt als Zierde der Stadt, besaß zudem das schönste Geläut, ein aus drei Glocken bestehendes Glockenspiel. Im frühen 16. Jahrhundert wurde mit dem Neubau des spätgotischen Kirchenschiffes begonnen, der allerdings nie vollendet wurde.
Mit der Reformation wurde das Kollegiatstift in die Domfreiheit verlegt und die Kirche wurde zunehmend aufgegeben. So wurde ab 1563 kein eigener Pfarrer mehr bestellt, zwei Jahre später die Orgel in die Stadtkirche St. Maximi gebracht und 1611 der Altar in die Gottesackerkirche (später ebenfalls in die St. Maximi). Einzig die Glocken waren weiter nützlich, da das Läuten der Stadtkirche mittlerweile zur Gefahr für die Statik des Turmes geworden war. Der verwaiste Friedhof an der Kirche diente nur für all jene, denen man ein Begräbnis auf dem Stadtfriedhof St. Maximi verweigerte, etwa Selbstmörder oder Andersgläubige.
Seit dem Dreißigjährigen Krieg ist der Bau eine Ruine. Versuche, sie Ende des 17. Jahrhunderts wieder aufzubauen, scheiterten an der inkonsequenten Verfolgung des Planes. Zum Verhängnis wurde der Kirche nun immer wieder die sehr hohe Turmhaube, in die häufig (1697, 1753, 1768, 1845, 1865) der Blitz einschlug. Bei dem Einschlag im Jahr 1865 wurden auch die Glocken zerstört. Da man nun zwei Kirchen mit nicht funktionierenden Glockenspielen hatte, entschied man sich für den Erhalt der Stadtkirche und machte aus der Kirchenruine einen Garten, der von 1849 bis 1911 regelmäßig verpachtet wurde. In dieser Zeit wurden auch Metallfunde aus der Ruine verkauft, darunter die unbrauchbaren Glocken.
Bei der Suche nach einem Hochreservoir kam man auf den romanischen Kirchturm, stabilisierte ihn und gestaltete ihn 1888/89 zum Wasserturm um. Da zeitgleich der deutsche Kaiser Friedrich III. starb, benannte man den Kirchturm in Kaiser-Friedrich-Turm um und ließ eine Relieftafel herstellen. Da dieses misslang, sammelte man Geld für ein richtiges Denkmal, welches schließlich am Schulplatz entstand. Im Jahr 1922 machte man aus der Ruine einen Kinderspielplatz, Pläne der folgenden Jahrzehnte scheiterten regelmäßig. Im Jahr 1974 begann man mit der Neugestaltung als Freilichtmuseum.